# Mechem MC-90
Mechem MC-90 był prototypem  lekkiego samochodu pancernego, stworzonym w Południowej Afryce. Podwozie pochodziło od pojazdu Unimog, a wieżyczka od Elanda. Nie wszedł do seryjnej produkcji.
Wersje:
- MC-90 - pojazd zwiadowczy/wóz wsparcia ogniowego 90mm DEFA.
- MC-20 - propozycja wersji z działkami przeciwlotniczym.
- MC-81 - wersja z moździerzem.